# Simon & Simon
Simon & Simon è una serie televisiva statunitense poliziesca ideata da Philip DeGuere e con protagonisti Gerald McRaney e Jameson Parker, andata in onda nel corso degli anni ottanta.
In Italia la serie è stata trasmessa per la prima volta da Italia 1 a partire dal 1º marzo 1983.

## Storia
Un episodio pilota della serie fu trasmesso nel 1978 con il titolo Pirate's Key ed ambientato in Florida. Quando si decise di produrre la serie, l'ambientazione fu cambiata dalla Florida alla California. A causa dei bassi ascolti, la serie stava per essere cancellata già nel 1982, tuttavia la CBS spostò le trasmissioni al martedì sera, subito dopo Magnum, P.I.. La nuova collocazione della serie, ed un paio di crossover con lo stesso Magnum, P.I., aumentarono considerevolmente gli ascolti di Simon & Simon. Quando la serie fu nuovamente spostata al sabato sera, gli ascolti calarono e le trasmissioni furono interrotte nel corso dell'ottava stagione.

## Trama
La trama della serie ruota intorno ai due fratelli Rick ed AJ Simon, caratterialmente opposti, ma che entrano in affari fondando un'agenzia di investigazione privata chiamata appunto Simon & Simon Investigation. Rick Simon è il fratello più grande, ed è un veterano della guerra del Vietnam ed è una persona molto pratica, abituata alla vita di strada. Al contrario AJ è un intellettuale, laureato che preferisce affrontare le cose secondo le regole. AJ lavorava per l'agenzia investigativa del suocero Myron Fowler, che abbandonerà per lavorare con il fratello.
Il loro approccio diametralmente opposto alle indagini è lo spunto per gran parte delle storie raccontate negli episodi della serie, benché la maggior parte delle volte i due fratelli risolvono i casi a cui sono affidati, trovando un compromesso. Altri personaggi ricorrenti nella serie sono Cecilia, madre dei due uomini, il cui compito principale sarà spesso pagare la cauzione per farli uscire dal carcere; Marlowe, il cane di Rick; Janet Fowler, ex-moglie di AJ; il tenente Marcel Proust "Downtown" Brown della polizia di San Diego, atipico poliziotto esperto di travestimenti, ed amico dei due fratelli che sarà sostituito in seguito dal tenente Abigail Marsh.

## Episodi
| Stagione         | Episodi | Prima TV originale | Prima TV Italia |
| ---------------- | ------- | ------------------ | --------------- |
| Prima stagione   | 13      | 1981-1982          |                 |
| Seconda stagione | 23      | 1982-1983          |                 |
| Terza stagione   | 23      | 1983-1984          |                 |
| Quarta stagione  | 22      | 1984-1985          |                 |
| Quinta stagione  | 24      | 1985-1986          |                 |
| Sesta stagione   | 22      | 1986-1987          |                 |
| Settima stagione | 16      | 1987-1988          |                 |
| Ottava stagione  | 14      | 1988-1989          |                 |

## Simon & Simon: In Trouble Again
Il 23 febbraio 1995 è stato trasmesso un film per la televisione intitolato Simon & Simon: In Trouble Again, ed ambientato alcuni anni dopo la serie televisiva. Nel film AJ è sposato e lavora a Seattle come avvocato. Rick si reca dal fratello per fargli una visita, mentre si trova in zona per consegnare un lussuosissimo yacht. I due fratelli però devono tornare in azione insieme, quando l'imbarcazione viene dirottata, mentre mamma Cecilia è a bordo.

## Crossover
Oltre al già citato Magnum, P.I., in cui i due fratelli Simon appaiono in due episodi nel 1982, la serie Simon & Simon ha vantato altri crossover nel corso della propria trasmissione, mentre soltanto AJ compare nel serial I ragazzi del computer. Il protagonista di I ragazzi del computer (Matthew Laborteaux), a sua volta, appare in un episodio di Simon & Simon.